# Karksi-Nuia
Karksi-Nuia (før 1987 Nuia; tysk: Karkus-Nuija) er en by i det sydlige Estland. Byen ligger tæt på grænsen til Letland og har et indbyggertal på 1.436 (2024) indbyggere. Den ligger i kommunen Mulgi i amtet Viljandimaa.